# Jon Kyl

Jon Kyl (2018)

Jon Llewellyn Kyl [ˈkaɪl] (* 25. April 1942 in Oakland, Burt County, Nebraska) ist ein amerikanischer Politiker der Republikanischen Partei. Von 1987 bis 1995 gehörte der Jurist dem Repräsentantenhaus, von 1995 bis 2013 dem Senat der Vereinigten Staaten für den Bundesstaat Arizona an. Im Senat war er ab Dezember 2007 Whip seiner Fraktion und galt als konservative Führungsfigur. Von September bis Dezember 2018 war Kyl Interimsnachfolger seines verstorbenen Senatskollegen John McCain.

## Familie, Ausbildung und Beruf
Jon Kyl wurde 1942 als Sohn von Arlene Pearl Griffith und John Henry Kyl, einem späteren US-Kongressabgeordneten für den Bundesstaat Iowa, geboren. 1964 erhielt er seinen Bachelorabschluss in Politikwissenschaft und 1966 seinen Abschluss in Rechtswissenschaft von der University of Arizona. Dort war er Chefredakteur des Arizona Law Review. Von 1966 bis 1986 arbeitete er als Rechtsanwalt bei der Kanzlei Jennings, Strouss & Salmon in Phoenix und galt als einer der führenden Experten für Wasserrecht, ein wichtiges Thema im wüstenreichen Bundesstaat Arizona. 1984/85 war er Vorsitzender der Handelskammer der Metropolregion Phoenix.
Jon Kyl ist mit Caryll Collins verheiratet. Sie haben einen Sohn und eine Tochter. Seit seiner Kindheit NASCAR-Fan, kommentiert er regelmäßig Rennen im Radio. Er gehört der Presbyterian Church an.

## Politische Laufbahn
Vom 3. Januar 1987 bis zum 3. Januar 1995 gehörte Kyl dem Repräsentantenhaus der Vereinigten Staaten für den vierten Kongresswahlbezirk Arizonas an. 1992 gehörte er zu den Kongressabgeordneten, die die Verfehlungen ihrer Kollegen im Bankenskandal (Rubbergate) öffentlich machten.

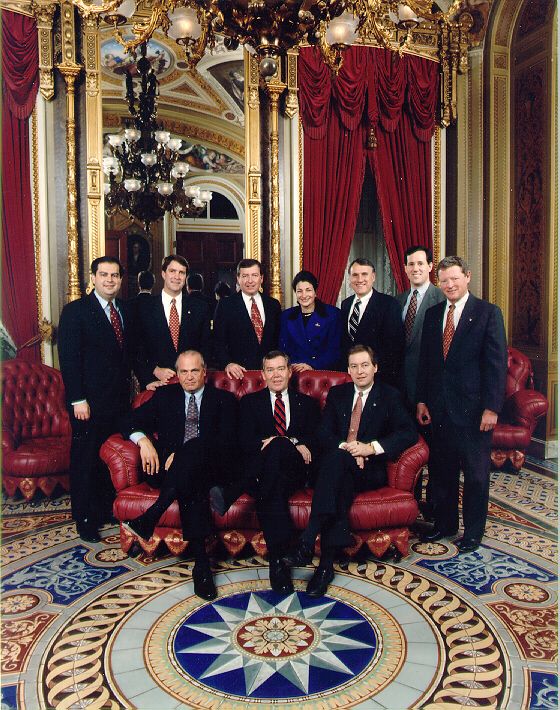
Gruppenbild der ab 1995 dienenden Senatoren, Kyl Dritter von rechts oben

Bei der Wahl 1994 wurde er in den Senat der Vereinigten Staaten gewählt, indem er mit dem Demokraten Sam Coppersmith einen anderen Abgeordneten des Repräsentantenhauses besiegte. Kyl war 1997 maßgeblich beteiligt am Kyl-Bingaman Amendment. Bei der Wahl 2000 folgte die Bestätigung mit 79,3 Prozent der Stimmen, ohne dass die Demokraten einen Gegenkandidaten aufgestellt hatten. Kyl war als möglicher Running Mate und Vizepräsidentschaftskandidat George W. Bushs bei der Präsidentschaftswahl 2000 im Gespräch; die Verhandlungen waren weit fortgeschritten, scheiterten aber daran, dass Dick Cheney, der Verhandlungsführer Bushs, selbst den Posten für sich beanspruchte. Lange gehörte Kyl dem einflussreichen Justizausschuss an und gilt als entscheidend daran beteiligt, Präsident Bushs Nominierung seiner Rechtsberaterin Harriet Miers für den Supreme Court zu verhindern.
Bei der Wahl 2006 gewann Kyl mit einem Anteil von 53,3 Prozent gegen den Demokraten Jim Pederson. Am 19. Dezember 2007 trat er die Nachfolge Trent Lotts als Whip der Minderheitsfraktion (minority whip) an. Time 100 zählte ihn zu den einflussreichsten Menschen 2010. Im Februar 2011 gab Kyl bekannt, sich bei der Senatswahl 2012 nicht erneut um sein Mandat zu bewerben. Er schied am 3. Januar 2013 aus dem Senat aus. Ihm folgte der bisherige republikanische Kongressabgeordnete Jeff Flake nach.
Seitdem arbeitete Kyl als Lobbyist in der international tätigen Großkanzlei Covington & Burling.
Nach dem Tod des Senators John McCain im August 2018 bestimmte Gouverneur Doug Ducey Kyl am 4. September 2018 zu dessen Interimsnachfolger. Kyl war damit einverstanden, das Mandat zunächst bis Ende des Jahres 2018 auszufüllen, er ließ aber von Anfang an offen, ob er bis zur Nachwahl zeitgleich mit der allgemeinen Wahl 2020 zur Verfügung steht. Zur Zeit der Ankündigung war Kyl der Sherpa, der den Supreme-Court-Kandidaten Brett Kavanaugh durch die Anhörung im US-Senat begleitete. Dieselbe Funktion hatte er bei der Senatsbestätigung von Jeff Sessions als United States Attorney General gehabt. Kyl wurde am 5. September 2018 im Senat vereidigt. Seine Mandatsübernahme gab den Republikanern, die während McCains Krebsbehandlung nur über eine Mehrheit von faktisch 50 zu 49 Stimmen verfügten, etwas mehr Spielraum. Kyl zog sich zum Ende des Jahres 2018 wieder aus dem Senat zurück. Ihm folgte die ebenfalls von Gouverneur Ducey bestimmte Martha McSally nach.

## Positionen und Stil
Kyls politische Positionen werden als verlässlich konservativ eingestuft. So steht er für ein strenges Verbot von Schwangerschaftsabbrüchen ein und hat sich wenig für Belange des Umweltschutzes eingesetzt; die League of Conservation Voters attestierte ihm für sein lebenslanges Abstimmverhalten in Umweltfragen eine Übereinstimmung von 8 Prozent. Im Jahr 2006 wurde Kyl von Time zu einem der zehn besten Senatoren des Landes gekürt und als „the Operator“ bezeichnet, weil er die komplizierten Verfahrensregeln des Senats virtuos beherrschte. Er galt zunehmend als der Senator, den man für die Anliegen Arizonas ansprechen musste, weil er sich mit der Detailarbeit der konkreten Projekte vor Ort auskannte, während sein Bundesstaats-Kollege John McCain stärker das Rampenlicht der bundesweiten Medien suchte. Wie McCain lehnte Kyl jedoch die Verteilung von Subventionen für lokale Projekte (pork barrel spending) ab. Kyl stimmte 1999 für die Amtsenthebung Präsident Bill Clintons, stimmte 2003 für die Autorisierung des Irakkriegs und 2010 gegen die Gesundheitsreform Obamacare.
Kyl gilt als integer und von Politikern beider Parteien geschätzt. Beim Thema Opferschutz arbeitete er mit Dianne Feinstein und bei einer grundlegenden Einwanderungsreform 2007 mit Ted Kennedy Gesetzentwürfe aus. Als Spezialist für Fragen des Wasserrechts arbeitete er mehrere Gesetze aus, die langanhaltende Konflikte, unter anderem mit Native Americans seines Bundesstaats, befriedeten.